# Australia (film 2008)
(Sarah/Drover)
Australia è un film del 2008 diretto da Baz Luhrmann, con protagonisti Nicole Kidman e Hugh Jackman.

## Trama
La storia inizia poco prima dello scoppio della seconda guerra mondiale, ai tempi delle Generazioni Rubate. Una nobildonna inglese, Sarah Ashley, si reca dal marito in Australia per vendere la loro tenuta di bestiame, Faraway Downs, al re del bestiame nord-australiano King Carney perché non ritiene più necessario possedere un allevamento in rovina, a differenza del marito Maitland Ashley.
Al suo arrivo alla città di Darwin viene scortata dal mandriano Drover, fedele amico del marito, e dai suoi due uomini Magarri e Goolaj fino a Faraway Downs col contabile ubriacone Kiplinn Flynn. Ma al loro arrivo a Faraway Downs trovano lord Ashley morto ucciso da una lancia, e il mandriano Neil Fletcher accusa durante il funerale uno stregone aborigeno, King George. Quella notte Sarah riceve la visita di un bambino aborigeno mezzosangue di nome Nullah, figlio della sua domestica Daisy, che ritiene Fletcher colpevole di aver maledetto quel luogo e lo accusa di spingere periodicamente i bufali di Faraway Downs nella terra di Carney in un territorio chiamato Billabong.
Il giorno dopo Nullah svela che Fletcher aveva volutamente bloccato il mulino che pompava l'acqua nella fontana e lui per tutta risposta inizia a picchiarlo nonostante le suppliche della madre e della di lei amica Brandy Legs, così Sarah lo caccia con i suoi uomini. Flynn conferma con i suoi libri contabili a Sarah la storia di Nullah e le suggerisce di portare a termine il piano lasciato in sospeso dal marito, di portare gli ultimi 1500 capi di bestiame a Darwin per venderli all'esercito e risollevare coi soldi guadagnati Faraway Downs per poi tornare in Inghilterra. La cosa si rende possibile con l'aiuto di Drover, ma in seguito dei poliziotti vengono informati da Fletcher della presenza di Nullah a Faraway Downs e loro, come era consuetudine in quel periodo, si adoperano per portarlo a Mission Island, con tutti gli altri bambini mezzosangue aborigeni. Nel nascondersi nel serbatoio dell'acqua con il figlio, Daisy muore affogata, così visto che servono 7 persone per guidare la mandria viene sostituita da Flynn, che rinuncia all'alcool.
Durante il viaggio, Nullah e Flynn diventano amici e dal racconto di Nullah sulla morte di lord Boss Ashley emerge che l'arma del delitto è stata una lancia con la punta di vetro e che Daisy era figlia di King George e che di conseguenza Nullah ne è nipote. Fletcher e i suoi uomini spaventano con il fuoco la mandria per farla cadere in un baratro e, nel tentativo di tutti di fermarla, Flynn cade da cavallo e viene travolto dai bufali. Nullah poi con un canto magico aborigeno imparato dal nonno riesce a fermare la mandria fuori controllo. La storia di Nullah porta Sarah a sospettare di Fletcher per la morte del marito. Con l'aiuto di King George a guidarli, riescono a guidare la mandria attraverso il deserto, ad arrivare a Darwin e a caricare i manzi prima che Fletcher potesse caricare sulla nave quelli di Carney.
Arriva la stagione delle piogge e Sarah, innamorata di Drover, decide di ritirare la vendita di Faraway Downs, laddove passa un anno con la sua nuova famiglia. Ma la seconda guerra mondiale sta minacciando di raggiungere le coste australiane, Carney muore per un incidente dopo il matrimonio di Fletcher con Katherine Carney, King George viene catturato e imprigionato e Nullah viene catturato per colpa di Fletcher. I bambini mezzosangue vengono abbandonati a Mission Island nelle mani di Dio e Sarah si rifiuta di lasciare la città con gli altri cittadini per non lasciare Nullah, così Fletcher le fa un'offerta: Nullah per Faraway Downs, e la incoraggia avvertendola che Mission Island è il primo bersaglio dei bombardieri giapponesi.
Dopo qualche settimana la trattativa è conclusa e Sarah si prepara ad andare a prendere Nullah, ma i giapponesi bombardano la città di Darwin. Drover accorre in aiuto di Sarah, ma Magarri lo ferma perché l'edificio in fiamme non può voler dire altro che Sarah è morta. Drover e Magarri si fermano nel locale di Ivan, ormai anch'esso in rovina, e decidono di andare alla Missione per salvare dei possibili bambini superstiti. Il cadavere di Sarah viene identificato dall'ufficiale che acquistò i manzi di Sarah, Emmett Dutton, come Katherine Fletcher che aveva sostituito Sarah al lavoro per quel giorno che doveva essere felice. Drover ritrova tutti i bambini della Missione miracolosamente salvi, tra i quali Nullah, e col sacrificio volontario di Magarri riescono a salvarli. Il giorno dopo Sarah sente l'armonica di Nullah in lontananza e così riabbraccia lui e Drover che la credevano morta.
Mentre tutti i superstiti di Darwin e della Missione partono verso il sud, Sarah, Drover e Nullah progettano il loro ritorno a Faraway Downs. Fletcher per pazzia fa un ultimo tentativo di vendetta sparando a Nullah con un fucile, ma King George, liberatosi durante il bombardamento, lo infilza con un'asta di ferro e mentre lo guarda morire gli dice "è tuo figlio, ed è mio nipote".
Nel loro viaggio di ritorno a Faraway Downs i tre incontrano King George, e Nullah decide di salutare Sarah e Drover per tornare con lui nell'Outback.

## Produzione
Nel maggio del 2005 la coppia Russell Crowe e Nicole Kidman era in trattativa con la 20th Century Fox per il progetto del film diretto da Baz Luhrmann. La Kidman fu confermata, ma nel maggio del 2006, Crowe abbandonò il progetto a causa di problemi con la casa di produzione. In seguito la casa di produzione pensò di sostituirlo con Heath Ledger, ma l'attore preferì accettare il ruolo di Joker ne Il cavaliere oscuro. Infine fu ingaggiato un altro attore australiano, Hugh Jackman, e si poté dare il via alla produzione, che iniziò nel settembre del 2006.
Negli ultimi minuti del film, prima dei titoli di coda, la colonna sonora utilizza quasi integralmente il brano Nimrod dalle Enigma Variations di Edward Elgar.

## Distribuzione
La pellicola è uscita in anteprima mondiale in Australia il 13 novembre 2008 e negli Stati Uniti il 14 novembre 2008. In Italia è stato distribuito il 16 gennaio 2009.

## Accoglienza
Il film ha incassato complessivamente 211 282 098 dollari, cifra considerata non adeguata ai costi sostenuti da Fox per la produzione del film ($ 130 milioni) e per la distribuzione (circa $ 30 milioni).
Negli USA, il film ha incassato circa $ 50 milioni (23,5%), rispetto agli oltre $ 161 milioni del resto del mondo (76,5%).

## Riconoscimenti
- 2008 - Satellite Award
  - Satellite Award per la migliore scenografia
  - Satellite Award per la migliore fotografia
  - Satellite Award per i migliori effetti visivi